# Brewster Body Shield
 (mai 2021).
Pour les articles homonymes, voir Brewster.

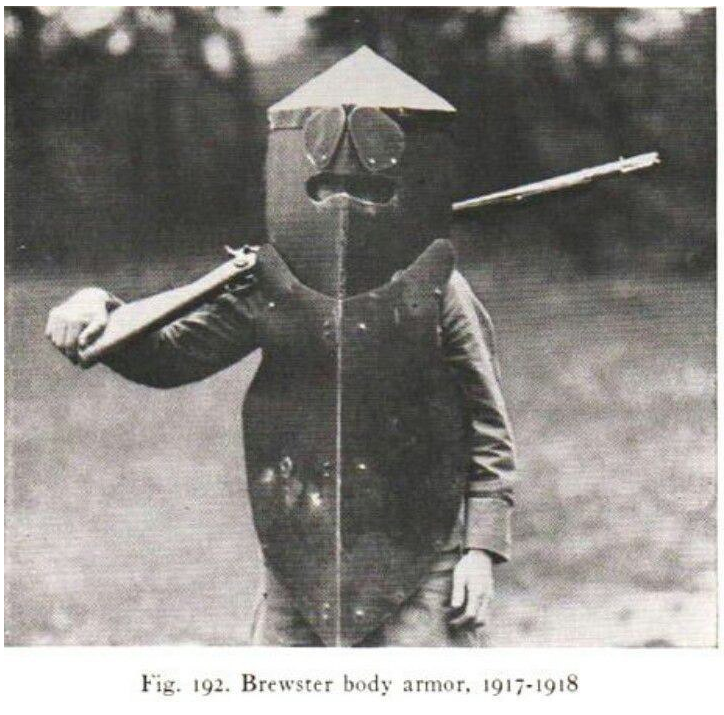
Brewster Body Shield.

Le Brewster Body Shield ou Brewster Body Armor est le premier gilet pare-balles efficace développé pour l'armée des États-Unis pendant la Première Guerre mondiale. Il a été conçu par le Dr Guy Otis Brewster, qui lui a donné son nom.
Cet équipement en acier au chrome-nickel se composait d'une plastron et d'un casque et pouvait par exemple résister à des balles .303 British à 820 m/s, mais était lourd et encombrant avec ses 18 kg.